# Mofeta

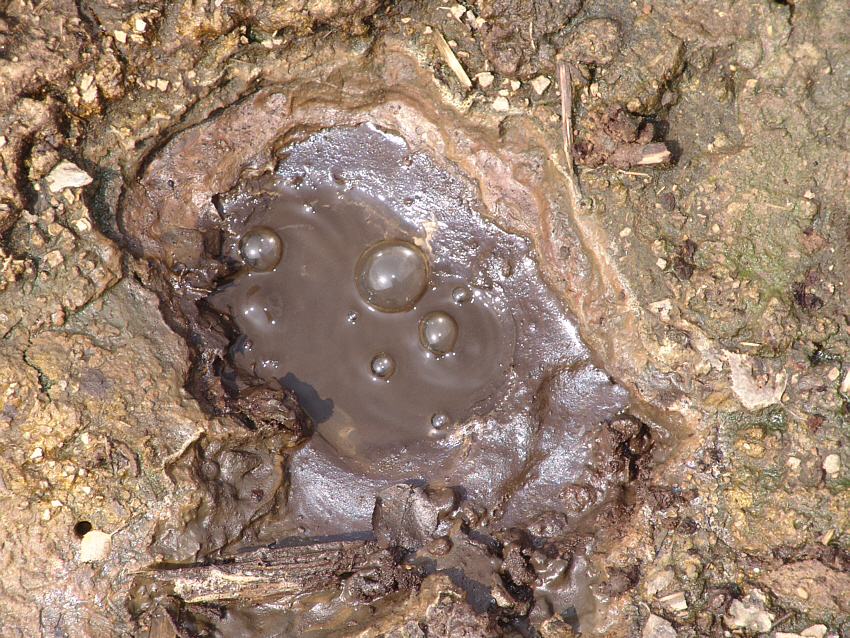
Mofeta de Soos, República Checa. La presencia de un charco de lodo hace visibles las burbujas de dióxido de carbono que se elevan desde el subsuelo.

En vulcanismo se conoce por mofeta (del italiano mofeta o moffetta, del latín mefitis o mephitis, cuyo significado sería algo así como «exhalación dañina») a una pequeña grieta, agujero o pozo, a veces en tierra, a veces bajo una fuente de agua o sedimento; del que emanan ciertos tipos de gases, a menudo tóxicos, principalmente dióxido de carbono (CO 2), pero también dinitrógeno o metano, en forma de emisión fría, es decir a temperaturas inferiores a 100 °C, y representa la fase final de la actividad volcánica y es considerada un efecto secundario del vulcanismo.
Es una subespecie de fumarola, aunque se opone particularmente a estas y a otros fenómenos de este tipo por la ausencia de azufre, y generalmente por apariencia, temperaturas y acidez más convencionales que otros fenómenos paravolcánicos relacionados. Son sobre todo las exhalaciones a veces pestilentes y/o tóxicas que emergen de ellas las que las hacen únicas en el universo de los fenómenos paravolcánicos.
Es un término complejo, ya que engloba tanto lagos límnicos como manantiales no muy calientes que remueven sedimentos en su superficie, así como filtraciones frías en el fondo del mar o simples percolaciones dentro de fuentes termales o lagos cercanos a zonas volcánicas. Más prosaicamente, muchos balnearios se basan en sitios volcánicos antiguos que incluyen fuentes de agua ricas en mofetas, especialmente con fines terapéuticos. Generalmente la temperatura de una mofeta varía entre 20 y 100 °C , incluso 150 °C en algunos casos.
La palabra mofeta era un nombre antiguo para una fumarola. Las fumarolas cuya temperatura no supera los 150 °C también se denominan mofeta.

## Composición
Además de dióxido de carbono, las mofetas también pueden contener metano, sulfuro de hidrógeno, ácido clorhídrico, ácido sulfhídrico, ácido sulfúrico y amoníaco; así como trazas de helio y otros gases nobles. Así mismo pueden alterar químicamente la roca circundante de las fallas. Al contener sulfuro de hidrógeno producen un olor a huevo podrido.
Dado que el dióxido de carbono es más denso que el aire, en lugares sin ventilación como cuevas y túneles mineros tiende a estancarse en el fondo. El problema afecta particularmente a los pozos verticales, que se llenan en poco tiempo y quedan pronto inutilizables.
El naturalista del siglo XVIII Giorgio Santi atestigua un uso anterior más general del término mofeta, es decir, incluía un compuesto «principalmente de gas de hidrógeno sulfurado, gas carbónico ácido y carbónico libre». Esta mezcla, en comparación con el dióxido de carbono puro, además de ser venenosa para los mineros, también era más volátil, comprometía la integridad de las estructuras portantes de madera y era potencialmente explosiva (no confundir, sin embargo, con el grisú, compuesto principalmente de metano).
Los mineros abordaron el problema descendiendo a los pozos secos y llenándolos de brasas encendidas, que consumían la parte combustible de la mofeta, reduciéndola al componente inerte de dióxido de carbono puro, que volvía a concentrarse, en ínfimas cantidades, en el fondo del pozo donde no era necesaria la presencia humana.

## Apariencia
Las mofetas suelen ser pequeños agujeros circulares, fisuras o pozos creados al entrar en contacto con una bolsa de magma rica en dióxido de carbono muy cerca de una capa freática, a menudo profunda.
Las mofetas pueden tener diferentes apariencias externas según el suelo circundante y el flujo de agua procedente del manantial. La escala va desde manantiales de gas seco hasta manantiales minerales que contienen dióxido de carbono. Las mofetas relativamente secas o con poca o ninguna fuga de agua pueden verse muy similares a ollas de lodo, especialmente después de la lluvia, y a menudo se denomina incorrectamente pequeños volcanes de lodo.
Cuando se perforan las mofetas y se canalizan (es decir, si se construye un canal estable), se puede formar un géiser de agua fría bajo ciertas condiciones. Sin embargo, los géiseres de agua fría son en su mayoría, al menos en parte, estructuras humanas.
En el lugar en el que aparece una mofeta las plantas mueren o su crecimiento se atrofia; por lo tanto, a menudo el suelo está libre de vegetación. En Europa Central, solo unas pocas plantas toleran su aparición. Estas incluyen plantas de pantano como las cañas, capaces de adaptarse a suelos pobres en oxígeno. En un área de mofetas, la juncia de pantano solo crece en lugares con concentraciones extremadamente altas de gas.
En las áreas de mofetas la mayoría de los animales se encuentran muertos o moribundos. Con frecuencia, también mueren otros animales que buscan presas seguras en estos cadáveres y quedan atrapados en la mofeta. Se ha observado que los montículos y madrigueras de los topos suelen terminar en los bordes exteriores de la mofeta donde la concentración de dióxido de carbono aún es suficientemente baja.

## Expulsión de gas
El dióxido de carbono que se escapa de las mofetas puede desplazar el aire y acumularse en las depresiones del terreno. Las altas concentraciones cerca del suelo, suelen darse especialmente en las horas de la mañana. Cuando el sol asciende y calienta el suelo, la concentración de gas dióxido desciende rápidamente (ejemplo: el manantial de Bossoleto en Toscana). En ciertos tipos de lugares donde el gas no puede drenarse tan rápido, una mofeta puede representar un peligro para las personas y los animales. Los seres vivos mueren al poco tiempo por falta de oxígeno o por acidificación de la sangre. Por lo tanto, a menudo en las proximidades de las mofetas se encuentran cadáveres de animales que permanecen sin descomponerse durante mucho tiempo.
Una mofeta que se ha dado a conocer en este contexto es la Grotta del Cane (Gruta del Perro, una caldera) cerca de Agnano en los Campos Flégreos (Campi Flegrei) al oeste de Nápoles. Se llama así porque el dióxido de carbono que se escapa en esta gruta descendente, por su elevado peso específico, se acumula allí y asfixia a los animales que se meten dentro, como se ha observado con los perros. Fue amurallada por los estadounidenses después de la Segunda Guerra Mundial debido al peligro, desde entonces las paredes se han demolido y la gruta está protegida contra accidentes por una reja de acero.
La relación entre los isótopos helio-3 y helio-4 se toma como una indicación de la profundidad desde la que se originan los gases de las mofetas. Los cambios en la proporción de isótopos, medidos en la mofeta de Bublák en Fleissenbach en la cuenca de Cheb (Bohemia), se consideran indicadores de actividades geológicas relacionadas con el vulcanismo. La conexión temporal entre los terremotos de enjambre típicos de la región y la proporción de isótopos de helio está siendo investigada actualmente por el Centro de Investigación Ambiental de Leipzig-Halle y el GeoForschungsZentrum de Potsdam, Alemania. Además, se sabe que las cámaras de magma cercanas al suelo, incluidas las del monte Etna, se llenan de dióxido de carbono hasta seis meses antes de una erupción. El gas se disuelve mal en los magmas y por lo tanto asciende a la superficie de la tierra. Debido al aumento de la actividad de las mofetas y al aumento de la concentración de dióxido de carbono, se puede identificar una actividad volcánica inminente.
Al igual que los géiseres, las mofetas tienen cierta importancia en la investigación sísmica. A menudo se observa que la composición del gas y las cantidades que escapan cambian durante los temblores preliminares más pequeños debido a las grietas y fisuras en la roca y, por lo tanto, pueden anunciar actividades sísmicas más grandes.

## Emanación fría

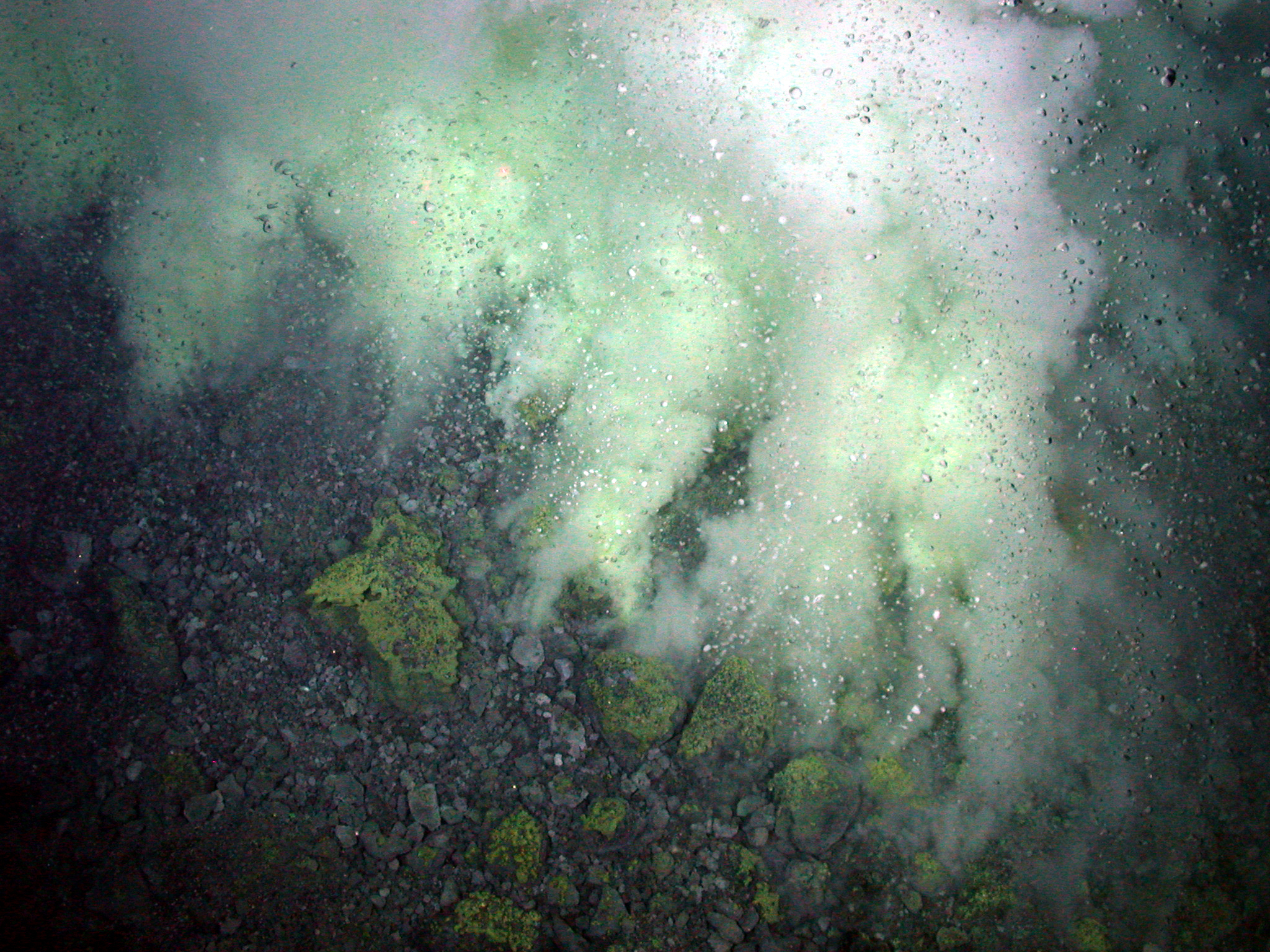
Numerosas filtraciones frías (probablemente liberando CO _{2}) en las laderas de un volcán submarino.

Las mofetas submarinas se pueden encontrar en áreas de volcanes submarinos. Ascensiones de burbujas gaseosas (llamadas rezumaderos fríos), tóxicas en algunos casos, salen de pequeños agujeros en las laderas de cráteres, fisuras oceánicas, zonas de alta actividad tectónica o zonas ricas en hidrocarburos. Si estos vapores resultan tóxicos (con altos niveles de azufre o dióxido de carbono), no es raro encontrar muertos o axfisiados a pequeños peces o camarones alrededor de la «fumarola oceánica». Por otro lado, si estos rezumaderos liberan hidrocarburos como metano (por ejemplo en el golfo de México a más de 3.000 metros de profundidad), pueden albergar toda una abundancia de vida submarina (mejillones , corales blandos, vestimentíferos, cangrejos, zoárcidos...) dependientes de las bacterias fijadoras de metano de las que se alimentan. Este tipo de manifestación está relacionada con las fumarolas negras, presentes en áreas volcánicas submarinas, que también albergan formas de vida únicas dependientes de los humos de las fumarolas hidrotermales. Al igual que ellos, estas manifestaciones se encuentran en el fondo de los mares acompañadas de alta volcanidad (Antillas Menores, Galápagos, etc.).

### Mofetas acuáticas

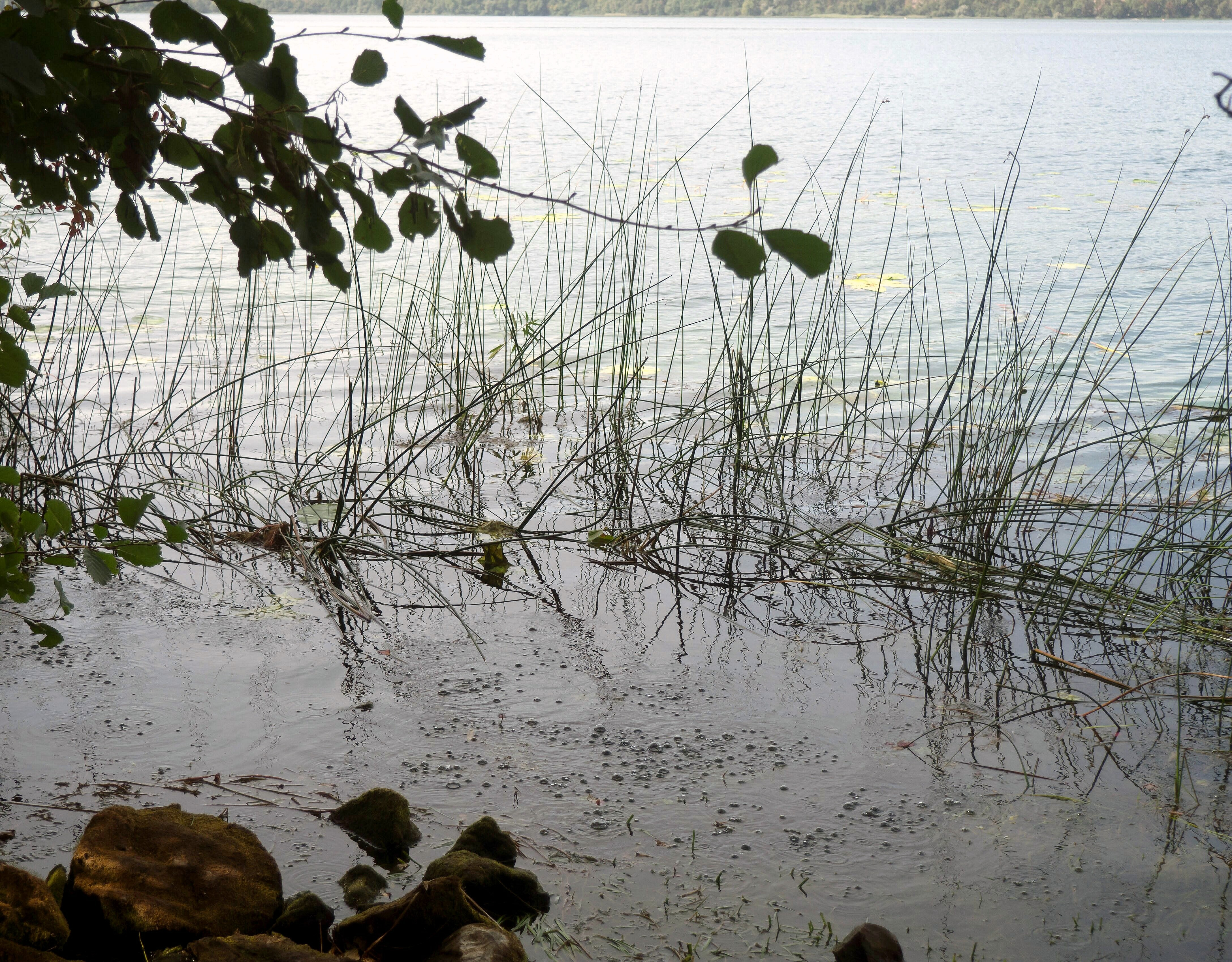
Mofetas en la orilla este del Laacher See en Vulkaneifel.

El mismo fenómeno puede ocurrir en ciertas zonas volcánicas con fuerte actividad hidrotermal, por ejemplo en ciertas fuentes termales o en lagos, en forma de diminutos orificios que filtran los fondos de los lagos y liberan continuamente burbujas de dióxido de carbono inodoro e incoloro. Uno de los fenómenos más espectaculares de este tipo y sin duda el lago hirviente frío, un pequeño pantano ubicado en el Parque nacional volcánico Lassen, no lejos del sitio hidrotermal de Bumpass Hell: aunque ni caliente ni ácido, cientos de mofetas se filtran por el fondo, convirtiéndolo en un fenómeno único en el mundo.

## Lagos límnicos
En el fondo de ciertos lagos de origen volcánico, y en particular en las zonas tropicales, una mofeta puede esconder varias toneladas de dióxido de carbono (CO 2) almacenadas durante varios millones de años. Un terremoto, una erupción volcánica o un deslizamiento de tierra pueden liberar estos gases tóxicos, que pueden envenenar y matar a los animales y humanos cercanos. Este fue el caso del lago Nyos, en Camerún, que tras una importante liberación de los gases que contenía mató a más de 1.700 personas y rebaños de ganado en los alrededores. Tras esto se realizaron operaciones de desgasificación para evitar futuras explosiones. Este tipo de erupción se llama erupción límnica.

## Usos
El dióxido de carbono emitido por las mofetas se disuelve principalmente en agua y se utiliza como ácido carbónico en agua mineral y otros refrescos. Por ejemplo las aguas ricas en minerales de la región de Eifel (Alemania), cuyo manantial de ácido carbónico se debe a la actividad volcánica, se venden en todo el mundo. Ya a finales del siglo XIX, se perforó ácido carbónico hasta una profundidad de 500 metros. Gracias a la patente de Wilhelm Carl Raydt de 1880, fue posible licuar el ácido carbónico obtenido, facilitando así el almacenamiento y transporte.
Para atrapar el dióxido de carbono, el gas que sale de los pozos o mofetas secas se capturó inicialmente con cúpulas metálicas hemisféricas y era bombeada. Actualmente el agua es forzada hacia los pozos contra el gas ascendente. Si el agua está suficientemente enriquecida con dióxido de carbono, se recupera en un proceso de separación en la superficie terrestre.
En condiciones controladas y dependiendo del contenido mineral de los diferentes vapores, las mofetas también puede usarse con fines terapéuticos en balneología, es decir, en forma de gases medicinales. Como el dióxido de carbono es más pesado que el aire, los pacientes pueden usarlo como spa seco, si se cumplen ciertas normas de seguridad. El primer registro conocido sobre el tratamiento de lesiones con mofetas es del siglo XVI, es del alquimista y médico Paracelso. En la actualidad las terapias de manantiales de gas se ofrecen principalmente en Rumania, pero también en el balneario estatal alemán de Pyrmont. Las mofetas están canteadas, reconstruidas y provistas de escaleras. Los pacientes, bajo supervisión  médica, se exponen a diferentes niveles de gas según la gravedad de su enfermedad. Los bajos niveles de dióxido de carbono estimulan la circulación y mejoran el flujo sanguíneo.

## Geografía
Las mofetas son muy comunes en todo el mundo y se encuentran en casi todas las áreas de origen volcánico, incluso si están extintas o inactivas durante algún tiempo.
Son frecuentes en lugares de Alemania, como Auvernia o Eifel, y especialmente en la orilla de Laacher See y en Kyll cerca de Gerolstein (ambos en Vulkaneifel ) y en Dunsthöhle cerca de Bad Pyrmont, así como en el alto Neckar cerca de Eyach, que se abrieron con pozos (actualmente los pozos están hormigonados debido al agotamiento, de Air Liquide y las cantidades residuales de dióxido de carbono buscan visiblemente un camino de regreso a la naturaleza). Además de innumerables mofetas, también están los géiseres de agua fría Geysir Andernach y Wallender Born en Eifel (Alemania).
En la actualidad las mofetas continúan surgiendo como por ejemplo en la actual región fronteriza entre Sajonia, Baviera y Bohemia (reserva natural de Soos en el oeste de Bohemia)
También se pueden ver otros ejemplos de mofetas en el Valle de la Muerte en Java (Indonesia), Death Gulch en el Parque de Yellowstone (Estados Unidos) y la serie de mofeta en los condados rumanos de Harghita y Covasna.También las hay activas en Grecia en la península volcánica de Methana (cuyo nombre probablemente proviene de los gases = μεθάνιο αέριο - metano(a)gas), en la isla de Milos, la isla de Santorini y especialmente en el cráter hidrotermal Stefanos en Nisiros.
En Italia destacan la mofeta del lago Naftia cerca de Catania, la mofeta de Ansanto cerca de Rocca San Felice en Irpinia, la mofeta de Oliveto Citra, la mofeta de los Borboi cerca de Orciatico y la mencionada anteriormente mofeta de la Grotta del Cane en Campi Flegrei, Pozzuoli. Este último tomaría su nombre de la antigua costumbre de comprobar la presencia de dióxido de carbono cerca del fondo introduciendo un perro que, obligado por su pequeña estatura a respirarlo, estaba destinado a morir a los pocos minutos.
Algunos lugares notables donde se pueden encontrar:
- En el parque de Yellowstone (Estados Unidos).
- En el Parque nacional volcánico Lassen.
- En Islandia
- En Nueva Zelanda
- En Kamchatka, Rusia.
- En Japón.
- En Java, Indonesia.
- En Francia , en Meyras (Ardèche), en Royat , (también llamada Cueva del Perro) en la Chaîne des Puys y hacia el lago Pavin (Puy-de-Dôme). Es uno de los últimos fenómenos paravolcánicos activos en la región, 6000 años después de la última erupción volcánica local.
- En Italia, en Pozzuoli, cerca de Nápoles, en los Campos Flégreos.
- En zonas volcánicas de la República Checa.
- En Argentina, en Puente del Inca.